# Villa Russo

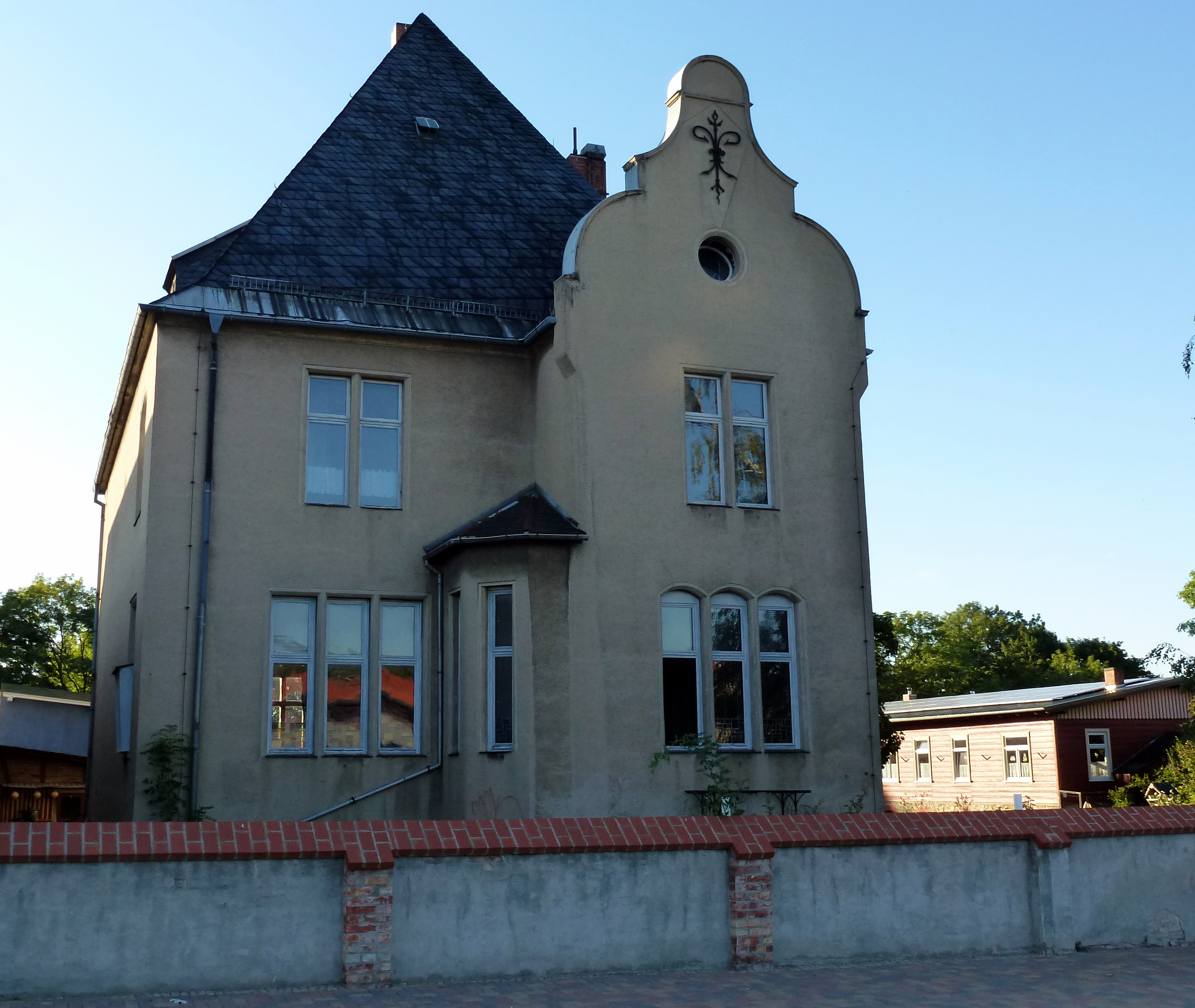
Villa Russo (2016)

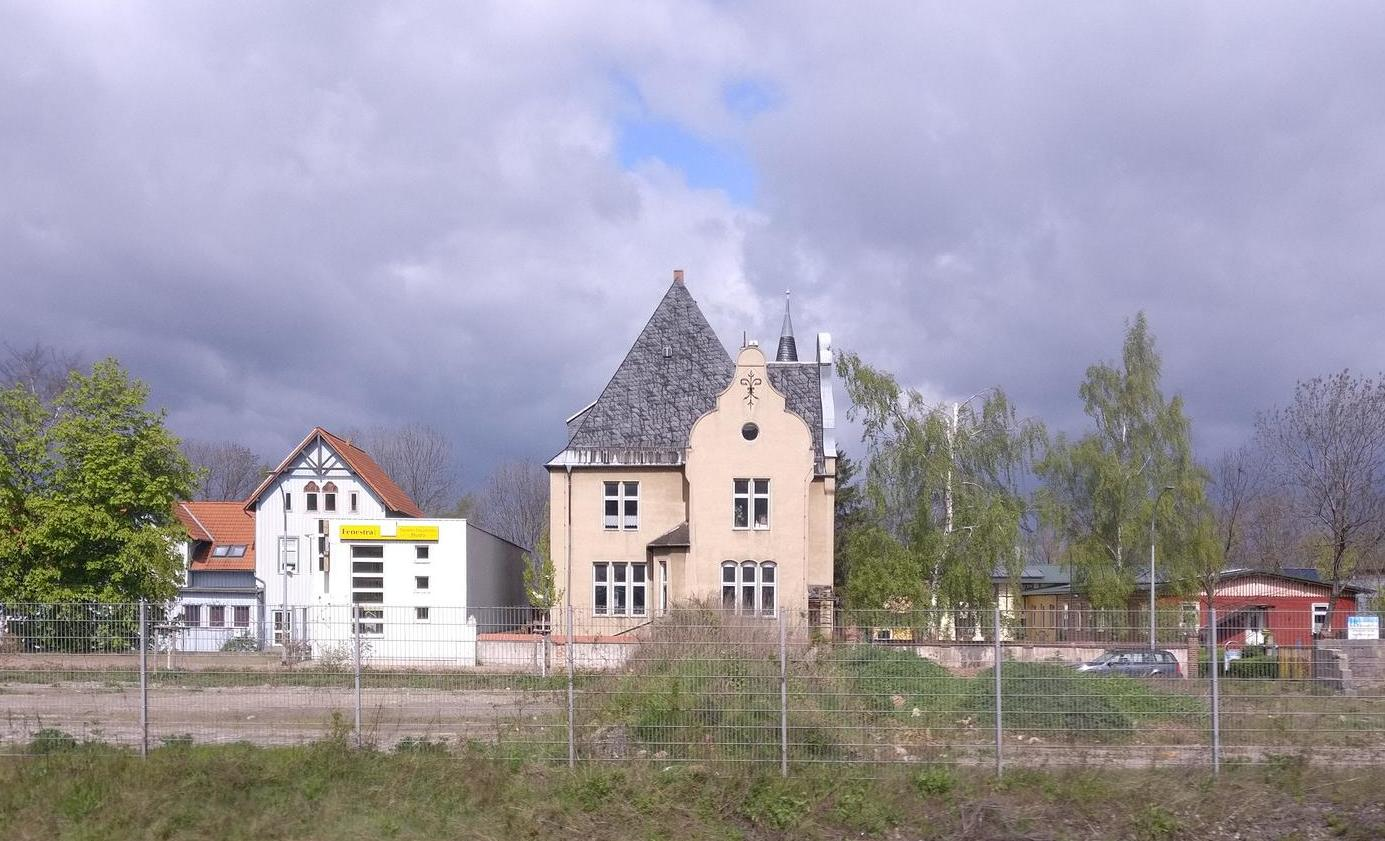
Villa Russo aus dem Zug gesehen (2014)

Die Villa Russo ist eine denkmalgeschützte Fabrikantenvilla in Wernigerode im Landkreis Harz.

## Lage
Die Villa befindet sich auf dem Grundstück Feldstraße 7 in Wernigerode unweit des Hauptbahnhofes.

## Architektur
Die Villa wurde im Jugendstil nach Plänen des Architekten Hans Grisebach errichtet. Im Treppenhaus mit einer breiten Holztreppe befinden sich hohe Buntglasfenster, die mit den christlichen Symbolen für Glaube, Liebe und Hoffnung verziert sind. Daneben sind Deckenmalereien vorhanden, in denen Obst zu finden ist, was wiederum für das Judentum steht.

## Geschichte
Moritz Russo, ein aus Wien stammender Jude, kam aus Leipzig nach Wernigerode und gründete 1883 die Harzer Käsefabrik Russo & Comp., in der er in einem Steinhaus auf dem Grundstück Feldstraße 7 Harzer Käse produzierte, unter anderem auch für die Kaiserliche Armee und die Wehrmacht. Zwischen 1887 und 1894 ließ er auf dem Grundstück in der Feldstraße 7 eine Villa als Wohnsitz errichten, konvertierte 1894 zum evangelischen Glauben und heiratete dann Marie Jordan aus Wernigerode in der Johanniskirche. 1911 stieg sein Bruder Benno Russo in das Unternehmen ein und zog ebenfalls in die Villa. 1919 heiratete dieser die Opernsängerin Clara Russo, geborene Jaffe, und übernahm den Betrieb der Käsefabrik allein. Moritz Russo war währenddessen als Börsenmakler in Berlin tätig geworden, starb aber im Jahr 1931.
Das Ehepaar Clara und Benno Russo wurde während der Arisierung enteignet und die Villa mit Käsefabrik 1936 an den Schweizer Molkereibesitzer Humbert Raymann zwangsversteigert. Dieser verkaufte sie am 17. Juni 1939 für 59.000 Reichsmark weiter an den NSDAP-Funktionär Paul Rockstedt, der bis zuletzt nur 10.000 Mark des Kaufpreises getilgt hatte. Die Produktion des Käses wurde nach dem Verkauf eingestellt. Raymann zog dann nach Braunschweig und ließ nach Kriegsende im Grundbuch des Hauses 1948 nachträglich den Vermerk eintragen, dass „die Übertragung des Hauses unter Anwendung von Gewalt oder Zwang zustande“ kam und es sich um „ehemals jüdisches Eigentum“ handelt. Bis 1939 konnte das Ehepaar Russo in der Villa wohnen bleiben und zog dann in möblierte Zimmer in die Lindenbergstraße 30 um. 1942 wurden sie in das Ghetto Theresienstadt deportiert und starben im Holocaust.
Nach dem Krieg wurde die Villa Volkseigentum und diente der Konsum-Genossenschaft und später dem Kombinat Industriebau Wernigerode als Berufsschule für Behinderte, auch noch nach 1990. Im Juli 1990 machte ein Enkel Rockstedts Ansprüche auf die Villa geltend. Russos Nachkommen, Familie Nelki in London, strengten 1991 ebenfalls eine Rückübertragung an mit der Absicht der Schenkung an den Landkreis Wernigerode, die Villa wurde 1992 aber trotz Wissens über die Restitutionsforderungen durch die Treuhandanstalt in Magdeburg an ein privates Bauunternehmen verkauft. Dieser Umstand löste ein großes Medienecho aus. Nach Berichten im NDR und bei Monitor in der ARD 1992 erfolgte eine parlamentarische Anfrage im Innenministerium des Landtags und rechtliche Auseinandersetzungen. Ein Untersuchungsausschuss des Kreises ermittelte 1993 Unzulänglichkeiten beim Verkauf und unsensibles Fehlverhalten seitens der Kreisverwaltung und des Landrates. Das Landesamt zur Regelung offener Vermögensfragen entschied 1993 in einem Vorentscheid zugunsten der Erben der Russos.
An der Villa wurde 1995 eine von Karl-Heinz Ziomek gestaltete Gedenktafel angebracht:
| Hier lebten Clara und Benno Russo verfolgt • verschleppt • ermordet von den Nationalsozialisten weil sie Juden waren. Benno Russo gestorben im Ghetto Theresienstadt am 18.4.1943 Clara Russo vergast im KZ Auschwitz-Birkenau im Dezember 1943. |

1996 zog die Berufsschule aus und wurde in der Kurtstraße weitergeführt. Das Verwaltungsgericht Halle bestätigte im Mai 1997 den Vorentscheid von 1993 zugunsten der Erben. Im Jahr 2000 wurde die Immobilie rechtlich an Familie Nelki und die Jewish Claims Conference übertragen, die sie im Jahr 2008 an die Orchestermusikerin Barbara Toppel versteigerte. 2009 wurde eine musische Begegnungsstätte in der Villa eingerichtet. Am 14. April 2009 verlegte Gunter Demnig für Clara und Benno Russo vor der Villa zwei Stolpersteine im Gehweg.
Im örtlichen Denkmalverzeichnis ist die Villa unter der Erfassungsnummer 107 25005 als Baudenkmal verzeichnet.